# Щеглін (Свентокшиське воєводство)
Щеглін (пол. Szczeglin) — село в Польщі, у гміні Стопниця Буського повіту Свентокшиського воєводства.
Населення — 140 осіб (2011).
У 1975-1998 роках село належало до Келецького воєводства.

## Демографія
Демографічна структура на день 31 березня 2011 року:
|          | Загалом | Допрацездатний вік | Працездатний вік | Постпрацездатний вік |
| -------- | ------- | ------------------ | ---------------- | -------------------- |
| Чоловіки | 72      | 23                 | 42               | 7                    |
| Жінки    | 68      | 12                 | 44               | 12                   |
| Разом    | 140     | 35                 | 86               | 19                   |